# Bohumil Kubišta

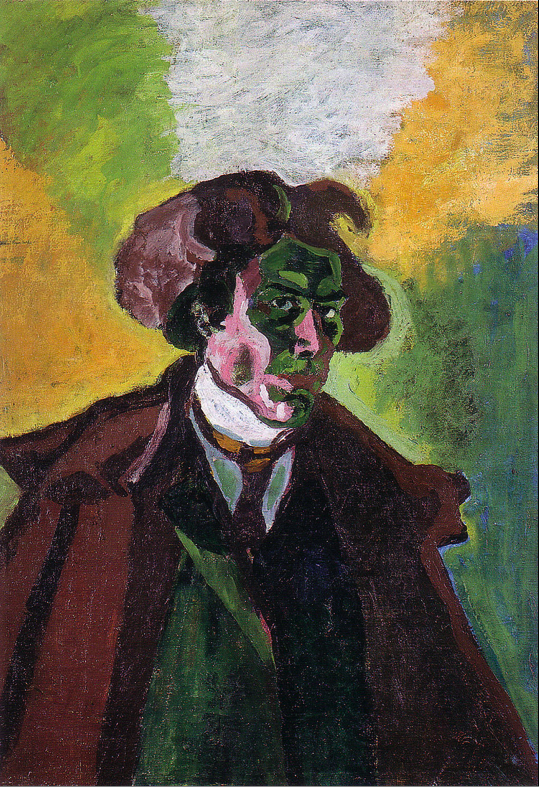
Självporträtt

Bohumil Kubišta, född 21 augusti 1884 i Vlkovice, Böhmen, Österrike-Ungern, död 27 november 1918 i Prag, var en tjeckisk konstnär.
Kubišta målade i en stil som påminner mycket om Cézannes formspråk.
Under åren 1911–1913 var han medlem i den expressionistiska konstnärsgruppen Brücke, dock utan att tillhöra dess inre krets.